# Campanya de Tunísia
La campanya de Tunísia, també coneguda com a batalla de Tunísia, van ser una sèrie de batalles que van tenir lloc a Tunísia durant la campanya del Nord d'Àfrica durant la Segona Guerra Mundial, entre les forces de l'Eix i les tropes aliades. Les tropes aliades consistien en les tropes imperials britàniques, incloent-hi contingents polonesos i grecs, amb cossos estatunidencs i francesos. La batalla s'inicià amb èxits inicials de l'Eix, però els subministraments massius i la superioritat numèrica dels Aliats comportaren la desfeta total de l'Eix. Uns 230.000 alemanys i italians van ser fets presoners, incloent-hi la major part de l'Afrika Korps.

## Rerefons

### Desert Occidental
Els dos primers anys de la guerra al nord d'Àfrica es caracteritzaren per una manca de subministraments i per la incapacitat d'oferir qualsevol mena de suport logístic concentrat. La costa nord-africana té molt pocs ports naturals, i la major part dels subministraments britànics dirigits a Alexandria, al delta del Nil, havien de cobrir uns 2.500 km des del port italià a Trípoli (Líbia). Els ports menors a Bengasi i a Tobruk, estaven a 1.600 i 1.000 km a l'oest d'Alexandria. Estaven comunicades per una única carretera que anava per un estret corredor per la costa. En el moment en què la Mediterrània central era disputada, i com que els vaixells britànics i italians estaven igualment malmesos, les seves capacitats per portar subministraments estava limitat a la presència enemiga, encara que els britànics podien rebre subministrament circunvalant el continent africà passant pel Cap de Bona Esperança i endinsant-se al mar Roig.
Els subministraments limitats van portar a una lluita "endavant i enrere" per la costa. L'ofensiva inicial italiana del 1940 van aconseguir penetrar 95 km a territori egipci, amb unes tropes que havien avançat 1.000 km des de Trípoli, 600 km des de Bengasi i 20 des de Tobruk. Els britànics, encara a prop de les seves bases de subministraments, van preparar un ràpid contraatac penetrant a Líbia. L'avanç va acabar a El Agheila, a uns 1.000 km d'Alexandria. Amb l'arribada de l'Afrika Korps alemany, l'Eix va traslladar la línia del front més a l'est, però el seu avanç s'aturà a l'abril del 1941 a la frontera egípcia quan van quedar-se lluny de les seves línies de subministrament. Al novembre, els aliats s'havien reforçat de nou, ajudats per la curta distància que hi havia fins als seus subministraments, i llançaren l'operació Crusader, rellevant el setge de Tobruk i un cop més van portar la línia del front fins a El Aghelia. Però les seves tropes exhaustes van haver de retrocedir immediatament fins a Tobruk, i l'atac de Rommel al maig del 1942 els van fer recular fins a El Alamein, a només 160 km d'Alexandria.
Les coses van canviar dramàticament el 1942. En aquells moments la Royal Navy i la Regia Marina encara combatien pel control de la Mediterrània, però que els britànics mantinguessin Malta va permetre a la Royal Air Force interferir els subministraments italians al mar. A mesura que grans quantitats de subministraments provinents dels Estats Units feien que la situació de la logística s'inclinés cap al 8è Exèrcit britànic del general Bernard Montgomery'.
Amb el Vuitè Exèrcit sense haver d'amoïnar-se més pels subministraments, com havia passat en les batalles anteriors, les tropes de l'Eix van ser llançades cap a l'oest a partir de la Segona Batalla d'El Alamein al novembre del 1942.

### L'Operació Torxa
Al juliol del 1942 els aliats acordaren que portar a terme operacions de desembarcament a baixa escala al nord de França durant el 1942 (l'operació Sledgehammer que va ser precursor de l'operació Round-up, els assalts principals portats a terme el 1943) no es podien portar a terme i havien de ser abandonades. En canvi, s'acordà que s'havia de portar a terme desembarcaments per assegurar els territoris de Vichy al nord d'Àfrica: el Marroc, Algèria i Tunísia, i des d'allà va avançar cap a l'est per agafar per la rereguarda les tropes de l'Eix al desert occidental. Una ocupació Aliada de tota la costa nord-africana obriria tota la Mediterrània a la navegació aliada, alliberant moltes naus que estaven sent obligades a portar els subministraments via el Cap de Bona Esperança.
A causa de la proximitat de Sicília amb Tunísia, els aliats esperaven que l'Eix es mouria per ocupar el país tan aviat s'assabentessin dels desembarcaments de Torxa. Per tal de desballestar aquesta possibilitat, calia ocupar Tunísia tan ràpidament com fos possible un cop s'haguessin fet els desembarcaments. Però, en canvi, hi havia un límit en fins a on podien fer-se els desembarcaments a l'est, a causa de la major proximitat dels aeròdroms de l'Eix a Sicília i Sardenya, que a finals d'octubre contenien 298 avions alemanys i 574 italians. Els plans eren necessàriament un compromís, i Alger va ser triada com el punt més oriental on podien desembarcar. Això asseguraria l'èxit dels desembarcaments inicials, malgrat la incertesa a com reaccionarien les forces franceses allà destinades. Un cop s'hagués assegurat Alger, la Task Force Oriental hauria de llançar-se tan veloçment com fos possible cap a Tunísia en una cursa per ocupar Tunis, a uns 1.000 km de distància, a través de males carreteres i d'un terreny difícil durant la temporada de pluges de l'hivern abans que l'Eix no pogués organitzar-se. Els aliats s'adonaren que intentar arribar a Bizerta i Tunis abans que l'Eix pogués establir-se representava una juguesca que depenia de l'habilitat de la marina i la força aèria per retardar l'Eix. L'Operació de Tunísia estaria sota la direcció general del quarter general del Primer Exèrcit Britànic, comandat pel tinent general Kenneth Anderson.
El 8 de novembre, els aliats desembarcarien a l'oest de Tunísia a Algèria (a Oran i a Alger) i al Marroc (a Casablanca) durant l'operació Torxa.

### Defenses naturals de Tunísia

Tunísia durant la campanya del 1942-43

Existien posicions defensives molt millor a l'oest de Líbia, a Tunísia. Tunísia té una forma rectangular, i la major part de la seva frontera nord i est estan definides per la Mediterrània. La major part de la frontera occidental amb Algèria seguia la línia occidental del triangle de la serralada de l'Atles. Aquesta part de la frontera era fàcilment defensable pels petits passos muntanyencs existents entre el nord-sud de les muntanyes. Al sud, una segona línia de muntanyes baixes limitava les aproximacions cap a un estret pas, encarat a Líbia a l'est, entre els turons Matmata i la costa. Els francesos havien construït una sòlida línia defensiva de 20 km d'ample i 30 de fons, coneguda com a Línia Mareth en aquesta plana, per tal de defensar-se d'un atac italià des de Líbia. Només al nord hi havia terreny favorable per a un atac; allà les muntanyes de l'Atles s'aturaven prop de la costa oriental, deixant una gran franja a la costa nord-occidental sense protecció.
Generalment, Tunísia oferia una excel·lent base d'operacions defensives. Les línies defensives al nord podien fer front a l'aproximació de les forces aliades de l'operació Torxa, mentre que la Línia Mareth va convertir-se en més extraordinària. Entre ambdós, només hi havia alguns passos fàcilment defensables a les muntanyes de l'Atles. Millor encara, Tunísia oferia dos majors ports d'aigües fondes a Tunis i a Bizerta, a només pocs centenars de milles de les bases de subministraments italianes a Sicília. Els subministraments podien transportar-se de nit, protegits de les patrulles de la Regia Aeronautica, quedar-se a port durant el dia i tornar la nit següent. En contrast, Líbia estava a un dia de viatge, fent que les operacions de subministrament fossin vulnerables als atacs durant les hores de llum.
D'acord amb el punt de vista de Hitler, Tunísia podia resistir durant mesos, si no anys, retardant els plans aliats a Europa.

## Cursa per Tunísia

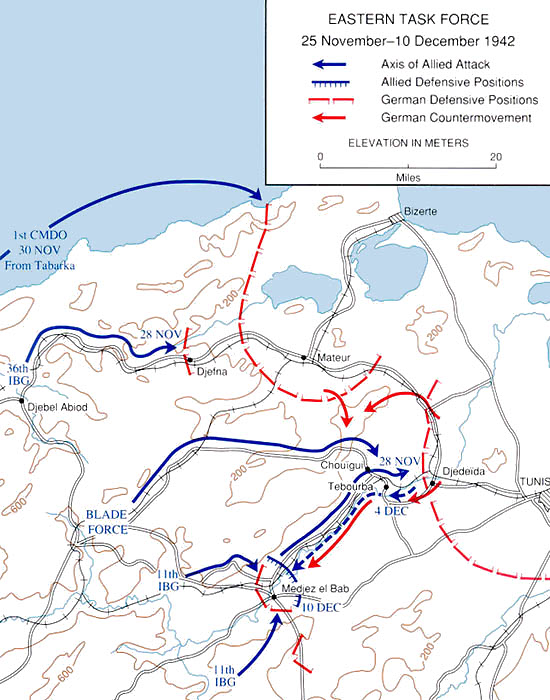
Tunísia entre el 25 de novembre i el 10 de desembre

El 10 de novembre, l'oposició francesa a l'operació Torxa havia finalitzat, creant un buit militar a Tunísia i el tinent general Anderson ordenà a la 36a Brigada d'Infanteria, que havia estat la reserva flotant del desembarcament a Alger, destinada a l'est per ocupar els ports de Bougie, Philippeville i Bône, així com l'aeròdrom de Djedjelli, abans de penetrar a Tunísia. Els planificadors aliats havien previst un assalt terrestre sobre Tunísia a causa de la mancança de tropes i l'amenaça aèria. Com a resultat, Anderson necessità moure el més de pressa possible la seva força cap a l'est, abans que l'Eix pogués bastir una massa crítica defensiva a Tunísia. Els aliats només disposaven de dues brigades i d'algunes unitats més d'artilleria i cuirassats per llançar un atac a Tunísia. Malgrat això, creien que si es movien prou ràpid, abans que les tropes de l'Eix acabades d'arribar s'organitzessin completament, podrien conquerir Tunísia a un relativament cost baix.
Els oficials tunisians no estaven decidits sobre a qui havien de donar suport, i no van tancar l'accés als seus aeròdroms. El 9 de novembre hi va haver informes de 40 avions alemanys arribant a Tunísia i, l'endemà, el reconeixement aeri informà de 100 avions. Dos dies després, començà un pont aeri que portaria 15.000 homes i 581 tones de subministraments, amb el suport de vaixells de transport que van portar 176 tancs, 131 peces d'artilleria, 1.152 vehicles i 13.000 tones de subministraments. A finals de mes havien embarcat 3 divisions alemanyes, incloent-hi la 10a Divisió Panzer, i dues divisions d'infanteria alemanyes. El 12 de novembre Walther Nehring va ser nomenat comandat del nou XC Korps, volant el 17 de novembre.
Malgrat això, el comandant francès a Tunísia, general Barré, no confiava en els italians i desplaçà les seves tropes a les muntanyes, formant una línia defensiva des de Tebersouk a través de Majaz al Bab (també referida com Medjez el Bab), ordenant disparar contra tot aquell que intentés travessar la línia.

### L'avanç aliat
Hi havia dues carreteres que penetraven a Tunísia des d'Algèria. El pla aliat era avançar per les carreteres i capturar Bizerta i Tunis.
L'11 de novembre, la 36a Brigada d'Infanteria britànica havia desembarcat sense oposició a Bougie, però les dificultats logístiques comportaren que Djedjelli només va poder ser assaltada per carretera el 13 de novembre. L'aeròdrom de Bone va ser ocupat després d'un assalt paracaigudista portat a terme pel 3r Batalló Paracaigudista i va ser seguit el 12 de novembre pel Comandament 6 assetjant el port. Guàrdies avançats de la 36a Brigada van arribar a Tebarka el 15 de novembre, i Djebel Adiod el 18, on es va contactar per primera vegada amb les forces d'oposició.
Més al sud, el 15 de novembre va tenir lloc un salt d'un batalló paracaigudista americà sense oposició a Youks-les-Bains, capturant l'aeròdrom i avançant per capturar l'aeròdrom de Gafsa el 17 de novembre.

### Resposta de l'Eix
El 19 de novembre, el comandant alemany, Walther Nehring, demanà autorització a Barré perquè les seves forces travessessin el pont de Medjez, però aquest s'hi negà. Els alemanys atacaren en dues ocasions, sent rebutjats en totes dues. Però els francesos van patir un alt nombre de baixes, i sense blindats ni artilleria, van veure's obligats a retirar-se.

### Els francesos s'alineen formalment amb els aliats
Malgrat que algunes tropes de Vichy, com les unitats de Barré, s'havien situat clarament al costat dels Aliats, la posició de les forces franceses va ser incerta. El 22 de novembre, l'Acord del Nord d'Àfrica situà finalment el nord Àfrica de la França de Vichy al bàndol Aliat, permetent que les tropes de guarnició aliades poguessin ser enviades al front. En aquells moments l'Eix havia pogut construir un Cos sencer, i numèricament superaven als Aliats en pràcticament tots els àmbits.

### Batalla
Dues brigades aliades avançaren cap a Djebel Abiod i Bejà, respectivament. La Luftwaffe, feliç en tenir la superioritat aèria local mentre que els avions aliats havien de volar des de bases relativament distants a Algèria, fustigava contínuament les forces terrestres.
El mateix 17 de novembre, el mateix dia que Nehring arribà, els elements d'avançada de la 36a Brigada a la carretera nord es trobaren un grup de 17 tancs i 400 paracaigudistes amb canons autopropulsats a Djebel Abiod. Van destruir 11 tancs, però el seu atac va ser aturat mentre que els combats a Djebel Abiod s'estenien durant 9 dies.
Les dues columnes aliades es concentraren a Djebel Abiod i a Beja, preparant-se per a un assalt programat pel 24 de novembre. La 36a Brigada havia d'avançar des de Djebel Abiod cap a Mateur, i l'11a Brigada havia de baixar la vall del riu Merjerda per capturar Majaz al Bab (que als mapes aliats apareixia com Medjez el Bab o només Medjez) i, llavors, cap a Tebourba, Djedeida i Tunis. La Blade Force, un grup cuirassat de la mida d'un regiment, havia de travessar el país per carreteres menors entre dues brigades d'infanteria cap a Sidi Nsir i atacar des del flanc a Terbourba i Djedeida.
L'atac nord no va tenir lloc perquè pluges torrencials havien alentit la reunió. Al sud, l'11a brigada va ser aturada per una forta resistència a Medjez. Malgrat això, la Blade Force passà per Sidi Nsir per arribar fins al Pass Chouigui, al nord de Terbourba. Llavors, part de la Blade Force s'infiltrà rere les línies de l'Eix cap a la nova base aèria de Djedeida al vespre i destruí més de 20 avions. Però, com que no disposaven de suport d'infanteria no estaven en posició de consolidar els seus guanys i van haver de retirar-se cap a Chouigui. L'atac de la Blade Force va prendre per sorpresa a Nehring i el va decidir a retirar-se de Medjez i reforçar Djedeida, a només 30 km de Tunis.
La 36a Brigada retardà l'atac fins al 26 de novembre, però van ser emboscats pel batalló d'avançada, patint 149 baixes. Li seguiren més atacs des de posicions ben establertes. Un atac que comptà amb el suport de l'1 Comando a 20 km de Bizerta, llançat el 30 de novembre en una temptativa de superar pel flanc la posició de Jefna fracassà en els seus objectius i la unitat tornà a unir-se a la 36a Brigada el 3 de desembre. La posició restà en mans alemanyes fins als darrers dies de combats a Tunísia, la primavera següent.
A primera hora del 26 de novembre, mentre que els alemanys es retiraven, l'11a Brigada va poder penetrar a Medjez sense oposició i a darrera hora del vespre havien ocupat posicions als voltants de Tebourba, que també havia estat evacuada pels alemanys, en preparació a l'avanç sobre Djedeida. Però els alemanys atacaren el 27 de novembre, i l'intent de l'11a brigada per tornar a tenir la iniciativa, atacant a primeres hores del 28 de novembre en direcció l'aeròdrom de Djedida, tot i comptar amb l'ajut dels blindats americans, fracassà.
El 29 de novembre, el Comandament de Combat B de la 1a divisió cuirassada americana s'havia concentrat per atacar conjuntament amb la Blade Force el 2 de desembre. Van ser desballestats per un contraatac de l'Eix, comandat pel Major-General Wolfgang Fischer, el qual havia just arribat a Tunísia amb la 10a Divisió Panzer. Al vespre del 2 de desembre, la Blade Force havia estat retirada, deixant l'11a Brigada i el Comandament de Combat B sols per fer front l'atac de l'Eix. Això amenaçava que l'11a Brigada quedés aïllada, obrint un forat cap a la rereguarda aliada, la qual cosa va fer que durant 4 dies es lluités ferotgement per tal d'evitar l'avanç de les tropes de l'Eix i permeté una retirada controlada als turons que hi havia a cada riba del riu que passava a l'oest de Ternourba.
Els Aliats van retirar-se uns 10 km cap a les posicions elevades de Longstop Hill (djebel el Ahmera) i Bou Aoukaz, a cada costat del riu, però preocupats per la vulnerabilitat davant atacs pel flanc realitzaren una retirada cap a l'oest, de manera que el 10 de desembre les unitats aliades establiren una línia defensiva a l'est de Medjez el Bab. Allà començaren a preparar-se per a un nou atac, estant preparats a finals de desembre del 1942. El creixement lent però continuat comportà que les tropes aliades sumaven 54.000 soldats britànics, 73.800 americans i 7.000 francesos. Informes d'intel·ligència mostraven que davant seu hi havia uns 125.000 combatents i 70.000 tropes de servei, principalment italians.
L'atac principal començà el vespre del 22 de desembre, malgrat la pluja i la cobertura aèria insuficient, i el progrés va ser a través dels passos baixos del Longstop Hill que controlava el corredor del riu entre Medjez i Tebourba, i d'allà cap a Tunísia. Després de 3 dies de lluita, amb poca munició i les forces de l'Eix sostenint posicions elevades, la posició a Longstop esdevingué insostenible i els aliats van veure's obligats a retirar-se fins a Medjez, i el 26 de desembre de 1942 ja s'havien retirat fins a la línia que havien abandonat feia dues setmanes, després de patir 20.743 baixes.
La cursa vers Tunis havia estat aturada.

## Canvis al comandament francès
A mesura que les batalles s'esmorteïen, les faccions entre els francesos tornaren a sorgir. El 24 de desembre François Darlan va ser assassinat, sent succeït per Henri Giraud com a Alt Comissionat. Per a frustració dels francesos lliures el govern americà havia mostrat una considerable bona voluntat per arribar a un acord amb Darland i el règim de Vichy. Consegüentment, la mort de Darlan semblava comportar una oportunitat per unir els francesos del nord d'Àfrica i la França Lliure de Charles de Gaulle. De Gaulle i Giraud es trobaren a finals de gener, però no es van fer gaires progressos per reconciliar les diferències entre els moviments que representaven. No va ser fins al juny del 1943 que es formà el Comitè Francès d'Alliberament Nacional, sota la presidència col·legiada de Giraud i de De Gaulle, tot i que de Gaulle no triga a eclipsar a Giraud, a qui obertament li desagradava la responsabilitat política i més o menys voluntàriament va abandonar-la en mans del líder de la França Lliure.

## Estancament i reforç
Les coses anaven igual per a l'Eix. Nehring, considerat per la majoria com un comandant excel·lent, havia enfurismat contínuament els seus superiors per les seves crítiques. Decidiren "reemplaçar-lo" promovent-lo a comandant d'exèrcit, i el coronel general Hans-Jürgen von Arnim arribà a Tunis el 8 de desembre per assumir el comandament del 5è Exèrcit Panzer. L'exèrcit consistia en infanteria Divisió von Broich/von Manteuffel a la zona de Bizerta, la 10a Divisió Panzer al centre davant de Tunis, i la divisió italiana d'infanteria Superga al flanc sud, però Hitler, en una entrevista abans que von Arnim partís cap a Tunísia, li digué que l'exèrcit rebria 3 divisions mecanitzades i 3 motoritzades. Els Aliats van fer grans esforços per evitar el creixement de l'Eix, dirigint grans recursos navals i aeris a la missió. Però Tunis i Bizerta només estaven a 190 km dels ports i dels aeròdroms de la Sicília occidental, a 290 km de Palerm i a 480 km de Nàpols, dificultant molt la intercepció dels transports de l'Eix, que a més tenien el benefici de disposar de la cobertura aèria. Des de mitjans de novembre i fins a gener arribaren a Tunísia 243.000 homes i 856 tibes de subministraments i equipament.
Eisenhower, mentrestant, transferí diverses unitats des de Marroc i Algèria cap a Tunísia. Al nord, el Primer Exèrcit britànic del tinent general Kenneth Anderson rebé més divisions durant els 3 mesos següents, la 1a d'infanteria, la 4a i la 46a s'uniren a la 6a Cuirassada i a la 78a d'infanteria. A finals de març, un segon quartell general de Cos, el IX Corps a les ordres del tinent general John Crocker, arribà per unir-se al V Corps per controlar el creixent exèrcit. Al flanc dret s'estava formant un cos francès de dues divisions (el XIX Cos francès) a les ordres d'Alphonse Juin, i al sud hi havia el II Cos americà, comandat per Lloyd Fredendall, i format per 6 divisions (la 1a, la 3a, la 9a i la 34a d'infanteria i la 1a i la 2a Cuirassades. En aquell escenari, Giraud havia rebutjat el pla d'Eisenhower per tenir el cos francès subordinat al Primer Exèrcit, i juntament amb el II Cos romandrien sota el comandament directe de l'AFHQ. Igualment important, es realitzà un esforç considerable per construir nous aeròdroms i millorar la provisió del suport aeri.
Els Estats Units també començaren a construir un complex de bases logístiques a Algèria i a Tunísia, amb l'objectiu de formar una gran base d'avançada a Maknassy, al límit oriental de la serralada de l'Atles, una posició excel·lent per tallar l'exèrcit Panzer italo-alemany al sud de les seves línies de subministrament a Tunis i aïllar el 5è Exèrcit Panzer al nord.

## Kasserine

### Preludi
Durant la primera meitat de gener Andersen tenia resultats diversos mantenint la pressió constant mitjançant atacs limitats i reconeixement. Von Arnim va haver de fer el mateix: el 18 de gener llançà l'operació Eilbote, un atac d'elements de la 10a Panzer i la 334a d'infanteria des de Pont du Fahs per crear més espai al capdavant de la divisió Superga i desballestar qualsevol temptativa dels Aliats a arribar a la costa d'Enfidaville i tallar les comunicacions de Rommel. L'amenaça occidental contra l'ala dreta del V Cos britànic a Bou Arada va tenir poc èxit, però l'atac llançat més al sud contra unitats franceses situades entre els dorsals Est i Oest va tenir més èxit, avançant 40 km al sud i 30 al sud-oest de Robaa. Els defensors pobrament equipats van resistir bé, però van ser superats, i l'equivalent de 7 batallons d'infanteria van irrompre a les muntanyes. Anderson envià la 36 Brigada a Robaa i demanà a Lloyd Fredendall que enviés el Comandament de Combat B de la 1a Divisió Cuirassada a Ousseltia, totes dues per passar a les ordres de Juin en arribar. Fins al 23 de gener tindrien lloc combats ferotges, però el front va quedar estabilitzat.
L'òbvia mancança de coordinació va llançar a Eisenhower a l'acció. El 21 de gener, Anderson va ser nomenat responsable de la coordinació de tot el front i, el 24 de gener s'estengueren les seves responsabilitats per incloure "l'ús de tropes americanes". Aquella nit, Juin acordà situar el seu cos a disposició d'Anderson, confirmat per Giraud l'endemà. Malgrat tot, el control seguí sent problemàtic amb forces dispersades en un front de 300 km i amb poc mitjans de comunicació (Anderson informà que va haver de circular més de 1.500 km en 4 dies per tal de parlar amb els seus comandants de cos). De manera important, a més a més, Eisenhower nomenà un únic comandant de suport aeri, el Brigadier General Laurence S. Kuter, per a tot el front el 21 de gener.
Erwin Rommel, mentrestant, va traçar plans perquè les forces retirant-se per tota Líbia s'enterressin a les fortificacions franceses abandonades de la Línia Mareth. Això deixaria les forces de l'Eix controlant dues entrades naturals a Tunísia al nord i al sud, amb els passos de muntanya fàcilment defensables entre ells. Al gener Rommel reorganitzà les seves forces: les tropes italo-alemanyes destinades a la línia Mareth van ser redenominades Primer Exèrcit Italià, comandat per Giovanni Messe, separats de les unitats (incloent-hi les restes de l'Afrika Korps) estava encarant el Dorsal Oest.
El 23 de gener del 1943, el Vuitè Exèrcit va capturar Trípoli (Líbia), i en aquest punt l'exèrcit que es retirava per Líbia ja es trobaven en el seu camí cap a les posicions de la Mareth.
En aquells moments, seccions del II Cos nord-americà havien penetrat a Tunísia a través dels passos a l'Atles des d'Algèria, controlant l'interior del triangle format per les muntanyes. La seva posició augmentava la possibilitat d'un avanç cap a Sfax a l'est a la costa i aïllant el 1r Exèrcit italià de Mareth i de les forces de von Arnim al nord al voltant de Tunis. Rommel no ho podia permetre i formà un pla per atacar abans que això succeiria.

### Batalla de Sidi Bou Zid
El 30 de gener del 1943, la 23a Panzer alemanya i 3 divisions italianes del V. Panzerarmee de von Arnim van trobar-se seccions de les forces franceses prop de Faïd, el pas principal des del costat est de les muntanyes cap a les planes de la costa. Fredendall no va respondre a la petició francesa que enviés reforços en forma de tancs de la 1a Divisió Blindada i després d'una resistència desesperada, els defensors francesos mal equipats van ser superats. Es van llançar diversos contraatacs, incloent-hi un atac tardà per part del Comandament de Combat B de la 1a Divisió Cuirassada americana, però totes van quedar malmeses per les forces de von Arnim, que havien aconseguit crear fortes posicions defensives. Després de tres dies, les forces aliades van ser obligades a retrocedir, sent expulsats cap als plans de l'interior per preparar una nova línia defensiva a Sbeitla.
En l'operació Frühlingswind, von Arnim ordenà quatre grups de batalla cuirassats el 14 de febrer a la zona de Sidi Bou Zid, format pel 1688è Equip Regimental de Combat de la 34a Divisió d'Infanteria i el Comandament de Combat A de la 1a Divisió Cuirassada. Les disposicions dels defensors eren pobres, amb concentracions tan disperses que no podien ajudar-se mútuament. El 15 de febrer, el CCA va quedar molt danyat, deixant unitats d'infanteria aïllades als turons. El Comandament de Combat C va rebre l'ordre de dirigir-se a rellevar Sidi Bou Zid, però va ser rebutjat amb greus pèrdues. Al vespre, tres grups de batalla de l'Eix van poder dirigir-se cap a Sbeitla, a 30 km al nord-oest. Deixant de costat les restes del CCA i del CCC, els alemanys van enfrontar-se al CCB davant de Sbeitla. Amb l'ajut del suport aeri, el CCB va mantenir-se durant el dia; però aquest no es va poder mantenir i els defensors de Sbeitla van veure's obligats a retirar-se i la ciutat va quedar buida el migdia del 17 de febrer.
Al sud, a l'operació Morgenluft, un grup de batalla del 1r Exèrcit Italià bastit a partir de les restes de l'Afrika Korps sota Karl Bülowius havia avançat cap a Gafsa el 15 de febrer, trobant la ciutat deserta, gràcies a la retirada portada a terme per escurçar la línia del front aliada per facilitar una reorganització en què participava el XIX Cos francès per tal que es pogués reequipar. El II Cos americà es retirà a la línia Dernaia-Kasserine-Gap-Sbiba, amb el XIX Cos al flanc esquerre buidant la punta est per ajustar-se amb ells. Al vespre del 17 de febrer les tropes de Rommel havien ocupat Feriana i Thelepte, a 20 km al sud-oest de Kasserine, forçant al matí del 18 de febrer l'evacuació de l'aeròdrom de Thelepte, la principal base aèria del Primer Exèrcit britànic al sector sud.

### Batalla del pas de Kasserine

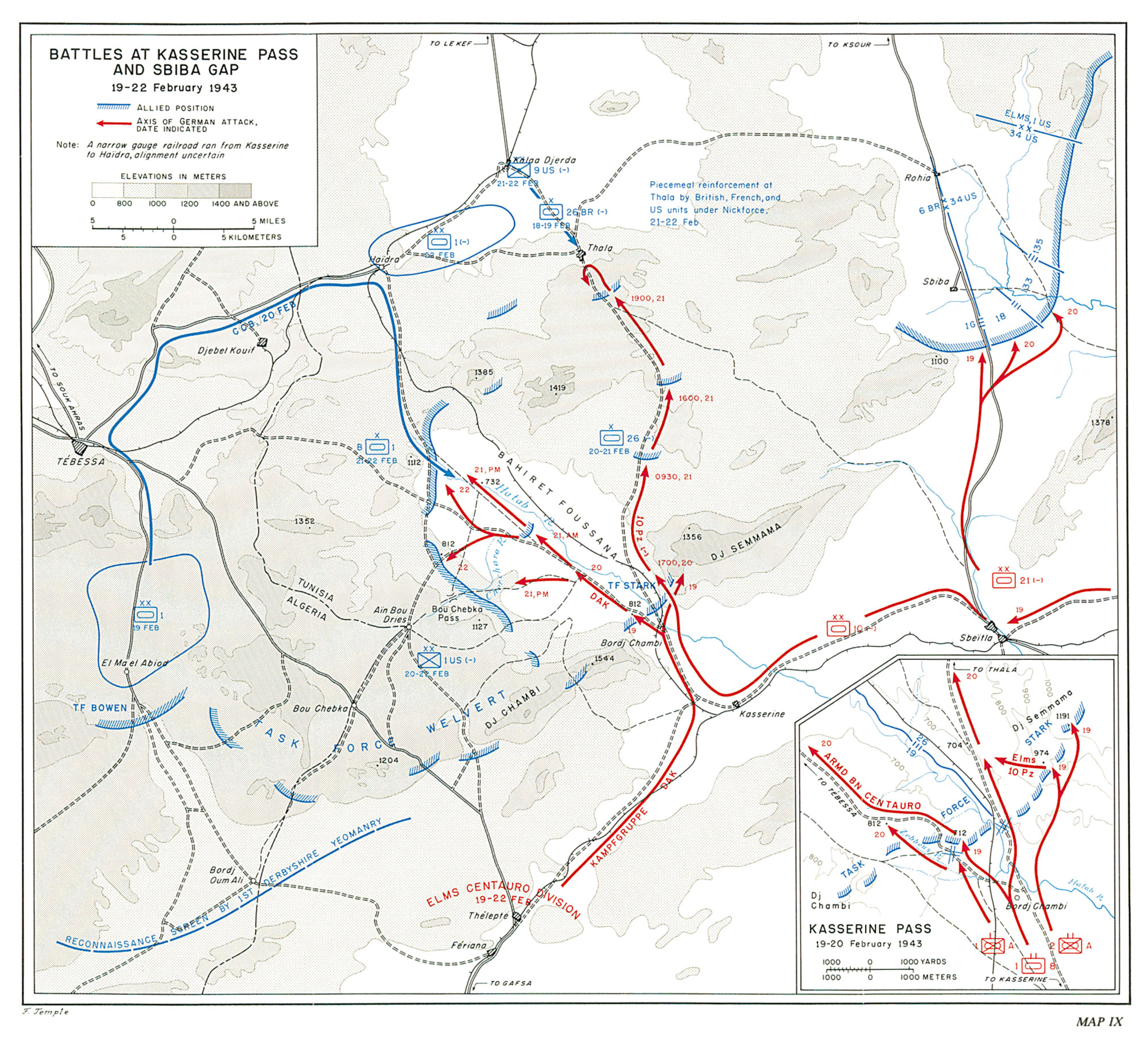
Batalles del Pas de Kasserine i de Sbiba Gap; febrer de 1943

Després de severes discussions, el Commando Supremo lliurà ordres a Rommel el 19 de febrer perquè ataqués a través dels passos de Kasserine i Sbiba en direcció Thala i Le Kef, per amenaçar el flanc del Primer Exèrcit. La proposta original de Rommel era per portar a terme un atac limitat però concentrat a Kasserine per fer front al II Cos a Tébessa i aconseguir subministraments vitals dels magatzems americans allà situat. Tot i que tenia les divisions Panzer 10a i 21a, Rommel estava preocupat que el nou pla diluiria la concentració de la seva força i exposant els seus flancs.
El 19 de febrer de 1943, Rommel, disposant de les divisions Panzer 10a i 21a, el grup de batalla de l'Afrika Korps així com les forces del General Messe a les defenses de Mareth (ara denominat Primer Exèrcit Italià), llançà el que esdevindria la batalla del Pas de Kasserine. Esperant sorprendre els novells defensors envià els blindats lleugers del 3r Batalló de Reconeixement. La "Stark Force del coronel Alexander Stark, una brigada formada per unitats americanes i franceses, era responsable de la defensa del pas. No hi va haver temps perquè s'organitzés adequadament, però sí que va poder dirigir el foc de l'artilleria pesant des dels turons que l'envoltaven, la qual cosa obligà a les unitats mecanitzades d'avançada del grup de batalla del Afrika Korps a aturar-se. Abans no poguessin prosseguir, va haver d'enviar-se infanteria al capdamunt dels turons per eliminar l'amenaça de l'artilleria.
Mentrestant, un grup de batalla a les ordres de Hans-Georg Hildebrand, que incloïa tancs de la 21a Panzer, avançaven des del nord des de Sbeitla cap a Sbiba Gap. Al davant dels turons a l'est de Sbiba van haver d'aturar-se davant la 1a Brigada de la Guàrdia i el 18è Equip Regimental de Combat, que tenia suport d'artilleria de camp i antitanc, i a la que se li uní dos regiments d'infanteria de la 34a divisió d'infanteria.
Al matí del 20 de febrer, l'amarga lluita cos a cos als turons de Kasserine continuava mentre que el grup de batalla de l'Afrika Korps, al que en aquells moments se li havia unit un batalló de la 131a divisió cuirassada Centauro i més artilleria, preparat per a un nou atac a través del pas un cop s'havia unit al grup de batalla de la 10a divisió Panzer que venia des de Sbeitla. El matí de l'atac es van fer progressos lents, però la pressió intensa aplicada durant l'atac renovat aquell vespre va comportar el col·lapse de les defenses aliades.
Després de superar el pas de Kasserine, el vespre del 20 de febrer unitats de la divisió Centauro es dirigiren cap a l'oest direcció Tébessa, trobant-se poca o cap resistència. Després arribà el grup de batalla de von Broich de la 10a Panzer, que es dirigí cap a la dreta cap a la carretera de Thala, on van ser alentits per un grup cuirassat regimental de la 26a Brigada Cuirassada (la Gore Force). Els seus tancs, amb canons petits, la Gore Force patí grans pèrdues però adquirí temps per a la Nick Force, una força composta per la 6a divisió cuirassada britànica, amb reforços d'infanteria i artilleriia (que Anderson havia ordenat el dia anterior que abandonessin la zona de Kesra per ocupar les defenses de Thala), per preparar les defenses a la carretera. Fredendahl havia enviat el CCB de la 1a Divisió Cuirassada per fer front a l'amenaça a Tébessa.
A la 1 del migdia del 21 de febrer, el grup de batalla de von Broich estava en contacte amb les trinxeres del Grup Cuirassat de la 26a Brigada a la carretera de Thala, alentint el seu avanç. Rommel prengué el control de l'atac i superà als defensors a les 4 de la tarda. Malgrat això, la 26a Brigada va poder retirar-se en un ordre raonable fins a la següent (i darrera) línia defensiva al capdavant de Thala. Els combats en aquesta nova posició s'iniciaren a les 7 de la tarda, continuant durant 3 hores prop del quarter general, però sense cap dels bàndols fos capaç d'adquirir un avantatge decisiu. La Nick Force havia estat durament colpejada i no s'esperava que es pogués mantenir l'endemà. Però, durant la nit, arribaren 48 peces d'artilleria provinents de la 9a divisió d'infanteria americana després de cobrir un viatge de 1.000 km des de Marroc en pobres carreteres i amb mal temps. El matí del 22 de febrer, mentre von Broich es preparava per llançar un nou atac, el seu front va rebre una devastadora barrera d'artilleria. Sorprenentment, Rommel digué a von Broich que es reagrupés i assumís una postura defensiva, abandonant així la iniciativa.
Mentrestant, el grup de batalla de la 21a Panzer a Sbiba no aconseguia fer cap progrés. Dos batallons experimentats de Bersaglieri van atacar les posicions ocupades pel 23è Regiment de Camp de l'Artilleria Reial a la plana d'Ousseltia, contraatac que va ser rebutjat.
Més al sud, el grup de batalla del Afrika Korps va quedar aturat el 21 de febrer a la carretera de Tébessa pels blindats i l'artilleria enterrada del CCB a Djebel Hamra. Una temptativa de flanquejar-los la nit del 21 de febrer fracassà i resultà en greus baixes. Un nou atac portat a terme a primera hora del 23 de febrer també va ser rebutjat.
En una trobada el 22 de febrer amb Kesselring, Rommel argumentà que havia d'encarar-se a defenses reforçades i les notícies que les avançades del Vuitè Exèrcit havien arribat finalment a Medenine, a pocs kilòmetres de la Línia Mareth, el van fer suspendre l'atac i retirar-se per fortificar les defenses de Mareth, esperant que l'atac a Kasserine hagués causat prou danys per alentir qualsevol nova ofensiva aliada que provingués des de l'oest en el futur immediat. Kesselring pressionà perquè continués l'ofensiva, però al vespre acordaren que no, i el Commando Supremo posà el final a l'operació formalment. Les tropes de l'Eix provinents de Kasserine arribaren a la línia Mareth el 25 de febrer.

### Després de la batalla
Les accions es detingueren una temporada, i ambdós bàndols estudiaren els resultats de les recents batalles. Rommel seguí convençut que les tropes americanes constituïen una amenaça menor, mentre que les tropes britàniques i de la Commonwealth eren els seus iguals. Va mantenir aquesta opinió durant massa temps, i es demostrà molt costosa. Els nord-americans estudiaren la batalla, i rellevaren diversos comandants superiors mentre que publicaven diverses "lliçons apreses" per millorar les futures actuacions. El 6 de març de 1943 el comandament del II Cos passà de Fredendall a George Patton, amb Omar Bradley com a assistent del comandant del cos. Es va recordar als comandants que les grans unitats havien d'estar concentrades per assegurar la massa al camp de batalla, en lloc d'estar àmpliament disperses com les havia disposat Fredendall. Això tingué l'efecte provat de millorar el control de foc de l'artilleria americana. El suport aeri també va ser magre (tot i que això també va ser degut a les males condicions atmosfèriques), i mentre que es feien les millores, no arribà una solució realment satisfactòria fins a la batalla de Normandia.

## Reorganització dels comandaments Aliats i de l'Eix
A la Conferència de Casablanca es decidí nomenar al General Sir Harold Alexander com a Adjunt al Comandant en Cap de les Forces Aliades al Nord d'Àfrica Francès. Aquest nomenament entrà en servei el 20 de febrer i, al mateix temps, per tal de coordinar millor les activitats dels seus dos exèrcits a Tunísia, Eisenhower al AFHQ situà al Primer i al Vuitè Exèrcits sota un nou quarter general, el 18è Grup d'Exèrcits, que havia de ser comandat per Alexander. Poc després d'assumir el comandament, Alexander informà a Londres: 
| « | ...Estic francament sorprès de tota la situació de com l'he trobat... El fracàs real ha estat la manca de direcció des de dalt des de l'inici, resultant en una mancança de política i de pla. | » |

 Va ser crític cap a Anderson, encara que després rebaixaria les seves crítiques. Un cop havia rebut el control a finals de gener, l'objectiu d'Anderson havia estat reorganitzar el front en sectors nacionals consolidats i crear reserves amb les quals reobtenir la iniciativa -exactament les mateixes prioritats articulades a les ordres d'Alexander de 20 de febrer. El 21 de febrer, Alexander declarà que el seu objectiu era destruir totes les forces enemigues a Tunísia. Assoliria aquest objectiu fent avançar en primer lloc al Vuitè Exèrcit cap al nord de Gabès, mentre que el Primer Exèrcit portava a terme atacs per destruir les reserves que, d'altra manera, serien llançades contra el Vuitè Exèrcit. A continuació, ambdós exèrcits es concentrarien a conquerir els aeròdroms des dels quals es pogués llançar el creixent poder aeri aliat. Finalment, la força coordinada aliada en terra, aire i mar atacarien per enxarxar les tropes de l'Eix a Tunísia. Publicà aquests objectius el 30 d'abril per complir el programa de la Conferència de Casablanca per permetre que la invasió planejada de Sicília pogués llançar-se durant l'agost, amb unes condicions atmosfèriques favorables.
La Conferència de Casablanca també acordà buscar una reorganització de les forces aèries a la Mediterrània per crear una major integració, implementant-se durant el mes següent. El Mariscal en Cap de l'Aire Sir Arthur Tedder va ser nomenat comandant del Comandament Aeri Mediterrani, responsable de tota l'activitat aèria aliada a la Mediterrània, i el Major General Carl Spaatz esdevingué el comandant de les Forces Aèries del Nord-oest Africà, subordinat a Tedder, i amb responsabilitat de totes les operacions aèries a Tunísia. El 23 de febrer, el Mariscal de l'Aire sir Arthur Coningham havia succeït a Kuter al Comandament de Suport Aeri Aliat, que esdevingué la Força Aèria Tàctica del Nord-oest Africà, part del comandament de Spaatz, amb la Força Aèria del Desert, que havia donat suport al Vuitè Exèrcit, sota el seu control operatiu. Coningham va quedar sorprès quan trobà que els arranjaments a Tunísia eren els mateixos que existien al Desert Occidental el 1941, quan assumí per primer cop el comandament de la Força Aèria del Desert. Estranyament, les lliçons durament apreses a la campanya del Desert Occidental, tant operatives com administratives, no havien estat integrades a Torxa i havia tingut un impacte significatiu en la capacitat de la seva arma, que havia de fer front a la mancança de nombres i logística, per donar suport tàctic a les forces terrestres durant la Marxa cap a Tunis. Immediatament es posà a la tasca per integrar els comandaments operatius britànics i americans i entrenar-los en les noves polítiques operatives.
L'Eix també decidí crear un comandament combinat pels seus dos exèrcits. Hitler i l'Estat Major General Alemany creia que von Arnim havia d'assumir el comandament, però Kesselring argumentà per Rommel, qui va ser nomenat comandant del nou Grup d'Exèrcits Africa el 23 de febrer.

## Front Meridional al voltant de Mareth

### Operació Capri
El Vuitè Exèrcit havia estat consolidant-se davant les defenses de Mareth des del 17 de febrer i començà a avançar el 26 de febrer. El 6 de març del 1943 tres divisions cuirassades alemanyes, dues de lleugeres i nou divisions italianes llançaren l'operació Capri, un atac cap al sud en direcció de Medenine, el punt fort britànic més al nord. El foc artiller britànic va ser intens, avortant l'atac de l'Eix i destruint 55 tancs. Amb el fracàs de Capri, Rommel decidí que l'única manera de salvar els seus exèrcits seria evacuant-los. Ell mateix abandonà Tunísia el 9 de març per trobar-se amb Hitler al seu quarter general a Ucraïna, per intentar convèncer-lo per abandonar Tunísia i fer tornar les tropes de l'Eix a Europa. Hitler es negà, i Rommel va ser posat, en un secret absolut, sota baixa mèdica. Von Arnim esdevingué comandant del Grup d'Exèrcits Africa.

### Operació Pugilista
Montgomery llançà el seu atac principal, l'operació Pugilista, contra la Línia Mareth la nit del 19-20 de març del 1943. Elements de la 50a divisió d'infanteria penetrà la línia i establí un cap de pont a l'oest de Zarat el 20/21 de març, però un decidit contraatac per part de la 15a Divisió Panzer destruí la bossa i establí de nou la línia el 22 de març. El 26 de març, el X Cos del General Horrocks circumval·là pels turons Matmata, capturà la collada de Tebaga i la ciutat de El Hamma a l'extrem nord de la línia (operació Supercàrrega II). Aquest moviment de flanqueig va fer que la major part de la Línia Mareth fos insostenible. L'endemà, les unitats alemanyes i italianes intentaren aturar l'avanç de Horrock mitjançant canons antitanc ben situats, intentant guanyar temps per a una retirada estratègica. En 48 hores els defensors de la Línia Mareth marxà 60 km cap al nord-oest i establí noves posicions defensives a Wadi Akarit prop de Gabès.

## Gabès
En aquest punt, el recentment organitzat II Cos americà havia començat a fer dels passos de nou, trobant-se a la rereguarda de les línies de l'Eix. La 10a Panzer va haver d'encarregar-se de fer-les retrocedir cap a l'interior, i les dues forces es trobaren a El Guettar el 23 de març. A l'inici la batalla va ser com havia estat en combats anteriors, amb els tancs alemanys avançant cap a les unitats d'avançada estatunidenca i les unitats antitanc obrint foc contra ells. La 10a perdé 30 tancs en molt poca estona, retirant-se per sortir del camp de mines. A darrera hora del vespre es llançà un segon atac, aquest cop amb suport d'infanteria, però aquest atac també va ser rebutjat i la 10a tornà a Gabès.
Els Estats Units no van poder prendre avantatge del fracàs alemany, sinó que en canvi passaren diverses setmanes frustrants intentant expulsar la infanteria italiana de dos turons estratègics sobre la carretera de Gabès. Repetides temptatives aconseguirien progressos, només per ser expulsats per petites unitats de la 10a o de la 21a Panzer que venien per la carretera des de Gabès en una hora. Un millor suport aeri hauria dificultat aquesta "defensa mòbil", però la coordinació entre les forces aèries i terrestres seguí sent un seriós problema per als Aliats.
Tant el Vuitè Exèrcit com el II Cos continuaren els seus atacs durant la setmana següent, i eventualment el Vuitè Exèrcit trencà les línies i l'Eix va ser obligat a abandonar Gabès i retirar-se fins a unir-se amb el Primer Exèrcit Panzer al nord. Els Marines italians, ben atrinxerats a Wadi Akarit i disposant d'armes automàtiques i granades, lluitaren bé, però els atacants britànics van prosseguir l'avanç, tot i les baixes del 6è Green Howards havia estat molt alta, amb dos oficials superiors, sis oficials i sotsoficials superiors i 180 soldats van ser morts.
Quan estàvem a 10 iardes, havíem arribat al capdamunt de la trinxera i vam matar tots els supervivents, recordà Bill Cheall, que havia vist el seu cap de secció sent abatut per un italià. No hi va haver temps per descansar, estàvem plens d'odi i havíem de matar-los per pagar tots els nostres companys caiguts.
Els turons al davant de les forces americanes ara estaven abandonats, permetent-los unir-se a les tropes britàniques a Gabès aquell mateix dia. La 2a divisió neozelandesa i la 1a divisió cuirassada britànica perseguiren els alemanys en retirada 200 km al nord fins a posicions ben defensades als turons a l'oest d'Enfidaville. Des d'aquest moment en endavant la batalla passà a ser de desgast.

## Sector Nord: febrer a abril del 1943
El 26 de febrer von Arnim, en la creença errònia que les batalles de Kasserine havien obligat als Aliats a afeblir el front del nord per reforçar el sud, llançant (amb l'aprovació de Kesselring, però sense consultar-ho amb Rommel) l'operació Ochsenkopf, un atac conta el V Cos en un ample front, comandat pel general Weber. Els atacs principals van ser portats a terme pel Weber Corps, que incloïa la 334a divisió d'infanteria, seccions acabades d'arribar de la  divisió Hermann Göring i els elements de la 10a divisió Panzer que no havien participat en l'operació Frűhlingswind. El Cos de Weber va avançar en 3 grups: un movent-se cap a l'oest, direcció Medjez el Bab; un segon, al nord del primer grup, avançant cap al sud-oest en el camí de Mateur a Béja (a uns 30 km a l'oest de Medjez); i un tercer grup empenyent cap a l'oest a uns 30 km al sud de Medjez. El flanc nord del Cos Weber estava protegit per la divisió von Manteuffel, avançant a l'oest i fent que els aliats es retiressin de les seves posicions d'avançada a Green Hill i a l'estació Jefna.
En un ferotge combat a Medkez la 78a divisió va ser derrotada, però s'aconseguiren alguns guanys tàctics més al sud abans no s'aturà l'avanç. Al nord, el progrés va ser cap a Béja però, en un combat que s'estengué fins al 5 de març i enmig d'unes condicions climàtiques terribles, l'atac va quedar embussat al coll de Hunt (a uns 25 km al nord-est de Béja) per la 128a brigada d'infanteria de la 46a Divisió (North Midland) amb molta artilleria i dos esquadrons de tancs del North Irish Horse, després de diversos dies d'intens combat.
L'atac de von Arnim al nord, portat a terme per la divisió Manteuffel, va fer importants progressos pels turons lleugerament defensats pels francesos entre Cap Serrat i el punt ferroviari de Sedjenane. La 139a brigada de la 46a Divisió llançà costosos contraatacs el 27 de febrer i el 2 de març, amb l'ajut de Commando 1 i artilleria, retardant l'avanç de l'Eix. Finalment, Sedjenane va ser capturat el 4 de març i la 139a Brigada va haver de recular durant les 3 setmanes següents uns 20 km cap a Djebel Abiod. Von Arnim abandonà els seus atacs al centre i al sud del front, però les retirades dels batallons francesos a la zona de Medjez per unir-se amb el XIX Cos l'havia permès ocupar, amb poca oposició, els turons que envoltaven la ciutat, la qual va ser deixada en un sortint perillós.
El 25 de març Alexander ordenà recuperar la iniciativa al capdavant del V Cos. El 28 de març Anderson llançà la 46a divisió, formada en aquells moments per la 138 Brigada d'Infanteria, amb la 128a Brigada d'Infanteria en reserva, reforçat per l'afegit de la 36a Brigada d'Infanteria, la 1a Brigada Paracaigudista i unitats franceses incloent un tabor de Goumiers especialistes en muntanya, amb suport de l'artilleria de dues divisions més dels recursos de l'exèrcit. En només quatre dies van poder recuperar tot el territori prèviament perdut davant la divisió Manteuffel, capturant 850 presoners italians i alemanys en el procés.
El 7 d'abril Anderson ordenà la 78a divisió d'infanteria que netegés la carretera de Béja-Medjez. Amb el suport artiller i aeri van avançar metòdicament uns 20 km a través de difícil terreny muntanyós durant 10 dies, netejant un front de 20 km d'ample. La 4a divisió d'infanteria va rellevar la 78a divisió i avançà vers Sidi Nisr.

## Final
El sortint a Medjez havia estat rellevat i la zona del V Cos havia estat netejat, de manera que Anderson va poder fixar la seva atenció a les ordres rebudes per Alexander el 12 d'abril, per tal de preparar l'atac a gran escala contra Tunis, programat pel 22 d'abril.
En aquell escenari, els avions aliats s'havien traslladat cap a aeròdroms a Tunísia per evitar el subministrament aeri de les tropes de l'Eix al nord d'Àfrica (operació Flax), i grans quantitats d'avions de transport alemanys van ser abatuts entre Sicília i Tunísia. Els destructors britànics que operaven des de l'illa de Malta evitaven el subministrament marítim, així com el reforç o l'evacuació de Tunísia per via marítima (operació Retribució). L'Almirall Cunningham, comandant de la força naval d'Eisenhower, lliurà ordres nelsonianes als seus vaixells: "Enfonseu, cremeu, captureu, destruïu. Que no passi res".
El 18 d'abril, després d'atacs del Vuitè Exèrcit des del sud i atacs de flanqueig portats a terme pel IX Cos i del XIX Cos francès les tropes italo-alemanyes van haver de retrocedir fins a una línia defensiva al nord-est de la costa de Tunísia, intentant protegir les seves línies de subministrament, però amb poques esperances que la lluita es prolongués gaire més temps.

### Plans per a l'ofensiva final
Alexander planejà que, mentre que el II Cos americà atacava al nord cap a Bizerta, el Primer Exèrcit atacaria cap a Tunis, mentre que el Vuitè Exèrcit atacava al nord des d'Enfidaville. Anderson coordinaria les accions del Primer Exèrcit i del II Cos, donant les ordres corresponents per assolir-ho.
El pla d'Anderson per a l'atac principal era llançar el V Cos pel centre del front a Medjez, confrontant les principals defenses de l'Eix. El IX Cos a la seva dreta atacaria primer el nord-est el qual, amb moviments veloços, intentaria superar les defenses de Medjez i llençaria les seves reserves cuirassades. El II Cos constituiria una doble amenaça: una per capturar els turons sobre el flanc esquerre del V Cos i un segon cap a Bizerta. El XIX Cos francès retrocediria fins al IX Cos i el Vuitè Exèrcit, i llavors avançaria cap a Pont du Fahs.

### Batalla
Les forces aliades van ser reorganitzades. L'avanç del Vuitè Exèrcit cap al nord, havia atenaçat el II Cos americà a l'est encarant la línia del front, permetent que tot el cos fos retirat i situat a la punta nord del front aliat. Von Arnim, sabent que era imminent una ofensiva alidada, llançà un atac la nit del 20-21 d'abril entre Medjez i Goubellat, així com contra el front ocupat pel IX Cos. La divisió Hermann Göring, amb el suport de tancs de la 10a Divisió Panzer penetrà 8 km en alguns punts, però no aconseguí forçar una retirada general, i eventualment tornaren a les seves línies. No es va causar cap gran destrossa als plans Aliats durant el primer atac de l'ofensiva, però el IX Cos va haver de retardar quatre hores el seu inici.
El matí del 22 d'abril, la 46a divisió atacà el front del IX Cos creant una escletxa perquè pogués passar la 6a divisió cuirassada durant la nit. Van ser seguits per la 1a divisió cuirassada, tombant cap a l'est els dos dies següents. Malgrat això, el progrés no va ser prou ràpid per desballestar la creació d'una forta pantalla antitanc que aturà el seu progrés. Això no obstant, la seva acció va fer que l'Eix mogués les seves reserves cuirassades cap al sud, lluny del front central. Veient que els progressos no eren com Anderson havia previst, aquest retirà la 6a Cuirassada i la major part de la 46a d'Infanteria a l'exèrcit de reserva.
L'atac del V Cos va iniciar-se al vespre del 22 d'abril, i el II Cos americà llançà la seva ofensiva a primeres hores del 23 d'abril. En una lluita cos a cos entre la Hermann Göring la 334a d'infanteria i la 15a Panzer, i contra les divisions 1a, 4a i 78a del V Cos, amb el suport de tancs de l'Exèrcit i de concentracions d'artilleria pesant, costà 8 dies penetrar 10 km i capturar la majoria de les posicions defensives de l'Eix. Les baixes en ambdós bàndols van ser molt altes, però Anderson sentí que el trencament era imminent.
El 30 d'abril va ser clar per a Montgomery i Alexander que l'atac del Vuitè Exèrcit cap al nord des d'Enfidaville sobre terreny difícil no prosperaria. Alexander va donar a Montgomery una tasca administrativa i transferí la 7a divisió cuirassada britànica, la 4a d'infanteria i la 201a Brigada de Guàrdies del Vuitè Exèrcit al Primer (unint-se a la 1a divisió cuirassada que ja havia estat transferida abans de l'ofensiva principal).
Els moviments necessaris es completaren la nit del 5 de maig. Anderson havia preparat una concentració de tancs de pega prop de Bou Arada al capdavant del IX Cos per distreure l'atenció de l'arribada de la 7a cuirassada al sector de Medjez. Així, aconseguí una considerable sorpresa quan la seva força cuirassada es llançà a l'atac.
L'assalt final va iniciar-se a les 03.30 del 6 de maig pel IX Cos, ara comandat pel tinent general Brian Horrocks, que substituí al ferit John Crocker. El V Cos havia portat a terme un atac preliminar el 5 de maig per capturar els terrenys elevats i assegurar el flanc esquerre del IX Cos. Les divisions d'infanteria 4a britànica i 4a índia, concentrades en un front estret i amb el suport de denses concentracions d'artilleria, obriren una escletxa a les defenses perquè penetressin les divisions cuirassades 6a i 7a. El 7 de maig els blindats britànics entraren a Tunis, mentre que infanteria americana del II Cos, la qual havia continuat el seu avanç al nord, entrava a Bizerta. Sis dies després acabà la darrera resistència de l'Eix a l'Àfrica amb la rendició de més de 230.000 personers de guerra, molts d'ells acabats d'arribar de Sicília i molt més necessaris allà.

## Després de la batalla
D'acord amb l'historiador Williamson A. Murray, la decisió de reforçar el nord d'Àfrica va ser un dels pitjors errors de Hitler: admet que va mantenir la Mediterrània tancada durant sis mesos, amb un impacte negatiu sobre la navegació aliada, però situà diverses de les millors tropes alemanyes en una situació insostenible de la qual, com a Stalingrad, no podien marxar. A més, va obligar la Luftwaffe a lluitar en una guerra de desgast en posicions desfavorables, i patí pèrdues a les quals no podia fer front.
L'aposta desesperada de l'Eix només havia retardat l'inevitable, i la derrota americana a Kasserine potser, paradoxalment, va ser el millor que els podia passar. Amb el nord d'Àfrica en mans Aliades, els plans es dirigiren cap a la invasió de Sicília i d'allà, a Itàlia.